# Козюренко Олександр Григорович
Олександр Григорович Козюренко (нар. 10 (22) лютого 1892, Гнилякове — 28 травня 1959, Київ) — український радянський художник-карикатурист, заслужений діяч мистецтв УРСР (з 1950 року). Батько художника Юрія Козюренка.

## Біографія
Народився 10 (22 лютого) 1892 року в селі Гниляковому (тепер Дачне Одеського району Одеської області). В 1912–1915 роках навчався в Одеському художньому училищі. З 1920 року працював у центральних українських газетах і журналах «Комуніст», «Більшовик», «Червоний Перець», «Всесвіт» та інших. У роки німецько-радянської війни — художник фронтової преси. В 1943–1959 роках працював у журналі «Перець».

Могила Олександра Козюренка

Помер 28 травня 1959 року. Похований в Києві на Байковому кладовищі.